# Jarosław Mścisławowic
Jarosław Mścisławowic (zm. 1199) – książę wolkołamski od 1177, książę perejasławski od 1187, kniaź nowogrodzki w 1176, władca Peresława Zaleskiego od 1176 do 1187. Syn Mścisława Juriewica, księcia nowogrodzkiego.